# Delias hippodamia
Delias hippodamia é uma borboleta da família Pieridae. Foi descrita por Alfred Russel Wallace em 1867. É endémica de Aru.
A envergadura é de cerca de 68 milímetros. Os adultos são muito parecidos com Delias biaka.